# 陳雪君
陳雪君（约1912年—？），出生於臺北大稻埕建成町一丁目，為臺灣膠彩畫畫家。

## 生平
陳雪君約1912年出生於臺北大稻埕，父親陳秋木曾於1911年至1914年擔任大稻埕公學校（今太平國小）的訓導，並在總督府殖產局商工課工作，其他資料相對較少，但可以從父親的職業及教育環境推測，陳雪君的家庭應為小康家庭。高中進入臺北第三高等女學校（今中山女子高級中學）就讀，師事重視自然寫生的鄉原古統，1930年畢業為第一屆畢業生，接著進入女子高等學院就讀。:891931年8月，陳雪君第一次參加畫展時，擔任了日本內地女畫家市來栞的模特兒，在第五屆臺灣美術展覽會的東洋畫部中以作品《花影》入選。當時，內地女畫家、本島女畫家合作相當罕見，何況是女學生擔任模特兒，因此市來栞的《花影》畫起了轟動，報紙的婦女版下標「以本島人的女孩作為模特兒製作─準備臺展出品的市來栞」。兩人的關係推斷為鄉原古統牽線。同年10月的訪談中，陳雪君表示，該年臺展雖然女子高等學院有幾幅作品展出，卻沒有本島人的作品，因此這次作品十分重要。然而，當年陳雪君本人的作品並未入選。
翌年，在美術老師鄉原古統的鼓勵下，陳雪君與同學一同入選第六屆臺灣美術展覽會。當時有六位來自女子高等學院的學生入選東洋畫部，包括同班同學周紅綢、邱金蓮和彭蓉妹等人，這些學生的照片刊登在《臺灣日日新報》上面，而該校的許多學生在當時成為不容小覷的「閨秀畫家」。畢業後，陳雪君先在家中幫忙家務，嫁給了在迪化街經營茶行的丈夫，並在永樂町協助經營茶行。1937年，女子高等學院學友會刊物的「同窗生動靜」描述陳雪君「去年四月小孩夭逝，毎天過的很寂寞，又因為太心痛，似乎健康受到了影響，但願早日恢復，下次聚會時讓大家看到開朗的容顏」，可推知陳雪君的孩子於1936年4月不幸夭折。此外，陳雪君「走入家庭之後，似乎對園藝相當熱衷」，可見陳雪君的興趣從繪畫擴展到了園藝，並且因為婚姻而未踏上職業畫家之路。
- 1932年，《臺灣日日新報》，陳雪君（右二）、林阿琴、邱金蓮、彭蓉妹合影。

## 作品
陳雪君曾以膠彩花鳥畫《風鈴扶桑花》、《仙丹花》兩件作品分別入選第六屆（1932年）與第七屆（1933年）臺灣美術展覽會東洋畫部。:171-172其中，《風鈴扶桑花》經比對後推測，陳雪君所繪的應是吊燈扶桑，線條、筆觸精確。而《仙丹花》為臺灣常見植物，花序、花瓣等細節寫實巧妙，甚至有葉子被蟲蛀的細節，可見其作品的風格寫實。陳雪君的畫作簽名多落款「雪君」，加上一個內有「雪君」的方印。

## 註腳
1. ↑  當時，臺灣膠彩畫受到日本美術風潮影響而逐漸盛行，官方透過臺灣教育會所舉辦的臺展鼓勵明治維新以來的寫實畫風、反對描摹山水或者四君子的畫風，日本人當時稱臺灣膠彩畫為不同於「日本畫」的「灣製畫」。因此，首屆臺展東洋畫部只有三位不到二十歲的本島籍畫家入選，為當時政府刻意控制畫風的結果。[4]